# Algarve Cup 2013
L'Algarve Cup 2013 è stata la ventesima edizione dell'Algarve Cup. Ebbe luogo dal 6 al 13 marzo 2013.

## Formato
Le 12 squadre erano divise in tre gironi all'italiana. I gruppi A e B contenevano le squadre meglio piazzate nel ranking che si contesero il titolo.
Dopo gli scontri diretti nel girone, vennero disputate sei finali: la finale per l'undicesimo posto fra le ultime due del gruppo C, la finale per il nono posto tra la seconda del gruppo C e la peggiore quarta tra gli altri due gruppi, la finale per il settimo posto tra la prima del gruppo C e la migliore quarta tra gli altri due gruppi, la finale per il quinto posto tra le terze dei primi due gruppi, la finale per il terzo posto tra le seconde dei primi due gruppi e la finale tra le prime dei primi due gruppi.
Erano assegnati tre punti per la vittoria, uno per il pareggio e zero per la sconfitta. In caso di parità di punti, venivano considerati gli scontri diretti, la differenza reti e i gol fatti.

## Squadre
- Cina
- Danimarca
- Galles
- Germania

- Giappone
- Islanda
- Messico
- Norvegia

- Portogallo
- Stati Uniti
- Svezia
- Ungheria

## Fase a gironi

### Gruppo A
| Squadra   | Pt | G | V | N | P | GF | GS | DR |
| --------- | -- | - | - | - | - | -- | -- | -- |
| Germania  | 7  | 3 | 2 | 1 | 0 | 4  | 1  | +3 |
| Norvegia  | 4  | 3 | 1 | 1 | 1 | 2  | 2  | 0  |
| Giappone  | 3  | 3 | 1 | 0 | 2 | 3  | 4  | -1 |
| Danimarca | 2  | 3 | 0 | 2 | 1 | 0  | 2  | -2 |

| Arbitro: | Carol Anne Chenard |

|  |           |                         |
|  | Marcatori | 8’ Hansen 16’ Hegerberg |

| Albufeira 6 marzo 2013, ore 18:00 | Danimarca      | 0 – 0 referto | Germania | Estádio Municipal (500 spett.)\| Arbitro: \| Efthalia Mitsi \| |
| Arbitro:                          | Efthalia Mitsi |               |          |                                                                |

| Arbitro: | Margaret Domka |

|                       |           |            |
| Faißt 7’ Marozsán 54’ | Marcatori | 18’ Tanaka |

| Parchal 8 marzo 2013, ore 16:00 | Danimarca       | 0 – 0 referto | Norvegia | Complexo Desportivo Belavista (348 spett.)\| Arbitro: \| Katalin Kulcsár \| |
| Arbitro:                        | Katalin Kulcsár |               |          |                                                                             |

| Arbitro: | Quetzalli Alvarado |

|  |           |                           |
|  | Marcatori | 17’ Kawasumi 41’ Nagasato |

| Arbitro: | Salomé di Iorio |

|                                 |           |  |
| Okoyino da Mbabi 52’ Keßler 86’ | Marcatori |  |

### Gruppo B
| Squadra     | Pt | G | V | N | P | GF | GS | DR |
| ----------- | -- | - | - | - | - | -- | -- | -- |
| Stati Uniti | 7  | 3 | 2 | 1 | 0 | 9  | 1  | +8 |
| Svezia      | 5  | 3 | 1 | 2 | 0 | 8  | 3  | +5 |
| Cina        | 4  | 3 | 1 | 1 | 1 | 2  | 6  | -4 |
| Islanda     | 0  | 3 | 0 | 0 | 3 | 1  | 10 | -9 |

| Arbitro: | Fusako Kajiyama |

|                                  |           |  |
| Buehler 48’ Boxx 62’ Wambach 75’ | Marcatori |  |

| Arbitro: | Quetzalli Alvarado |

|              |           |                |
| Thunebro 59’ | Marcatori | 32’ Ren Guixin |

| Arbitro: | Jana Adámková |

|                                                        |           |  |
| Leroux 13’ Krieger 33’ Rapinoe 46’ Press 64’ Engen 83’ | Marcatori |  |

| Arbitro: | Salomé di Iorio |

|                                                                     |           |                |
| Asllani 10’ 47’ Thunebro 14’ Schelin 42’ Hammarström 45’ Moberg 64’ | Marcatori | 86’ Hólmfríður |

| Arbitro: | Esther Azzopardi |

|               |           |  |
| Zeng Ying 62’ | Marcatori |  |

| Arbitro: | Esther Staubli |

|              |           |            |
| Dahlkvist 4’ | Marcatori | 56’ Morgan |

### Gruppo C
| Squadra    | Pt | G | V | N | P | GF | GS | DR |
| ---------- | -- | - | - | - | - | -- | -- | -- |
| Messico    | 6  | 3 | 2 | 0 | 1 | 4  | 1  | +3 |
| Ungheria   | 4  | 3 | 1 | 1 | 1 | 3  | 2  | +1 |
| Galles     | 4  | 3 | 1 | 1 | 1 | 2  | 3  | -1 |
| Portogallo | 3  | 3 | 1 | 0 | 2 | 2  | 5  | -3 |

| Arbitro: | Esther Staubli |

|             |           |  |
| Cuéllar 48’ | Marcatori |  |

| Arbitro: | Teodora Albon |

|                          |           |  |
| Fernandes 36’ (rig.) 74’ | Marcatori |  |

| Arbitro: | Pernilla Larsson |

|  |           |                      |
|  | Marcatori | 27’, 90’ (rig.) Vágó |

| Arbitro: | Liang Qin |

|              |           |  |
| Fishlock 11’ | Marcatori |  |

| Arbitro: | Therese Sagno |

|         |           |             |
| Ward 5’ | Marcatori | 76’ Csiszár |

| Arbitro: | Margaret Domka |

|  |           |                                         |
|  | Marcatori | 17’ Rangel 42’ (rig.) Garza 61’ Cuéllar |

## Finale Undicesimo Posto
| Arbitro: | Katalin Kulcsár |

|              |                      |            |
| Fishlock 77’ | Marcatori            | 90+3’ Luís |
|              | Tiri di rigore 1 – 3 |            |

## Finale Nono Posto
| Arbitro: | Liang Qin |

|                  |           |                                                  |
| Pádár 89’ (rig.) | Marcatori | 11’ Sara Björk 54’ Rakel 81’ Katrín 90+3’ Jessen |

## Finale Settimo Posto
| Arbitro: | Jana Adámková |

|  |           |                                   |
|  | Marcatori | 45’ Hovesen 67’ Harder 90+2’ Bukh |

## Finale Quinto Posto
| Arbitro: | Pernilla Larsson |

|           |           |  |
| Ōgimi 67’ | Marcatori |  |

## Finale Terzo Posto
| Arbitro: | Efthalia Mitsi |

|                                                           |                      |                                                         |
| Minde 39’ Hegerberg 90+1’                                 | Marcatori            | 15’ Asllani 46’ Göransson                               |
| Christensen Bjånesøy Isaksen Stensland Gulbrandsen Kaurin | Tiri di rigore 5 – 4 | Hammarström Thunebro Holmberg Göransson Berglund Moberg |

## Finale
| Arbitro: | Carol Anne Chenard |

|  |           |                |
|  | Marcatori | 13’ 34’ Morgan |

## Classifica finale
| Posizione | Squadra     |
| --------- | ----------- |
| 1         | Stati Uniti |
| 2         | Germania    |
| 3         | Norvegia    |
| 4         | Svezia      |
| 5         | Giappone    |
| 6         | Cina        |
| 7         | Danimarca   |
| 8         | Messico     |
| 9         | Islanda     |
| 10        | Ungheria    |
| 11        | Portogallo  |
| 12        | Galles      |

## Classifica marcatrici
3 reti
- Kosovare Asllani
- Alex Morgan

2 reti
- Fanny Vágó
- Yūki Ōgimi
- Renae Cuéllar

- Ada Hegerberg
- Edite Fernandes

- Sara Thunebro
- Jessica Fishlock

1 rete
- Ren Guixin
- Zeng Ying
- Julie Rydahl Bukh
- Pernille Harder
- Sine Hovesen
- Verena Faißt
- Nadine Keßler
- Dzsenifer Marozsán
- Célia Okoyino da Mbabi
- Henrietta Csiszár
- Anita Pádár
- Sara Björk Gunnarsdóttir
- Rakel Hönnudóttir

- Sandra María Jessen
- Hólmfríður Magnúsdóttir
- Katrín Ómarsdóttir
- Nahomi Kawasumi
- Mina Tanaka
- Dinora Garza
- Nayeli Rangel
- Caroline Graham Hansen
- Kristine Wigdahl Hegland
- Laura Luís
- Lisa Dahlkvist
- Antonia Göransson

- Marie Hammarström
- Susanne Moberg
- Lotta Schelin
- Shannon Boxx
- Rachel Buehler
- Whitney Engen
- Ali Krieger
- Christen Press
- Megan Rapinoe
- Sydney Leroux
- Abby Wambach
- Helen Ward